# 南○条西 (札幌市)
南○条西（みなみ じょうにし）は、札幌市中央区の創成川若しくは創成川通周辺から西側、および大通より南側にある、碁盤目状の区画である。中央区と南区に跨って存在し、札幌市電の現有路線と停留場は全て中央区の区画内にある。

## 歴史
※太字は新設
- 1881年〈明治14年〉- 以下の通り名を改称して南1条西〜南7条西成立
  - 渡島通 → 南1条西1〜11丁目
  - 爾志通 → 南2条西1〜11丁目
  - 檜山通 → 南3条西1〜9丁目
  - 津軽通 → 南4条西1〜9丁目
  - 福島通 → 南5条西1〜9丁目
  - 上磯通（創成川以西） → 南6条西1〜9丁目
  - 本願寺前通 → 南7条西1〜7丁目
- 1890年〈明治23年〉- 通称・綿羊場の地区内から、南1条西〜南2条西の各12〜19丁目を設置
- 1925年〈大正14年〉- 山鼻町を編入し、以下を新設・設置
  - 南3条西〜南6条西の各10〜19丁目
  - 南7条西8〜19丁目
  - 南8条西〜南14条西の各1〜19丁目
  - 南15条西〜南17条西の各1〜15丁目
  - 南18条西4〜15丁目
  - 南19条西〜南23条西の各5〜15丁目
  - 南24条西〜南24条西の各7〜15丁目
  - 南25条西〜南26条西の各7〜12丁目
  - 南27条西〜南29条西の各8〜12丁目
  - 南30条西9〜12丁目
- 1932年〈昭和7年〉
  - 中島公園内の区画変更により以下の丁目を廃止
    - 南10条西5丁目
    - 南11条西〜南12条西の各2・5丁目
    - 南13条西2丁目
    - 南14条西〜南17条西の各2〜3丁目

  - 南25条西12丁目の一部から同13丁目を設置
  - 南27条西・南28条西の各8丁目の一部から同各7丁目を設置
- 1941年〈昭和16年〉
  - この時札幌市に編入した円山町のうち字円山の一部から以下を設置
    - 南1条西〜南5条西の各20〜28丁目
    - 南6条西20〜27丁目

  - 南3条西〜南6条西の各19丁目を廃止し同各20丁目にそれぞれ編入
  - 南7条西〜南14条西の各19丁目を廃止し同各18丁目にそれぞれ編入
  - 南20条西〜南24条西の各15丁目を廃止し同各14丁目にそれぞれ編入
- 1950年〈昭和25年〉- 円山南町、伏見町の各一部を編入し以下を設置
  - 南7条西〜南8条西の各20〜26丁目（円山南町の一部）
  - 南9条西〜南10条西の各20〜23丁目（円山南町の一部）
  - 南11条西〜南12条西の各20〜23丁目（円山南町、伏見町の各一部）
  - 南13条西20〜23丁目（伏見町の一部）
- 1960年〈昭和35年〉- 伏見町、山元町の各一部を編入し以下を設置
  - 南14条西19丁目（伏見町の一部）
  - 南15条西〜南16条西の各16〜19丁目（伏見町の一部）
  - 南17条西16〜18丁目（伏見町、山元町の各一部）
  - 南18条西16〜17丁目（伏見町、山元町の各一部）
  - 南19条西16丁目（山元町の一部）
  - 南20条西〜南21条西の各15〜16丁目（山元町の一部）
- 1970年〈昭和45年〉
  - 南30条西9丁目の一部から同8丁目を設置
  - 藻岩下の一部を編入し以下を新設
    - 南31条西〜南34条西の各8〜11丁目
    - 南35条西9〜11丁目
    - 南36条西〜南39条西の各10〜11丁目
- 1973年〈昭和48年〉
  - 山元町の一部を編入し以下を設置
    - 南22条西15〜16丁目
    - 南23条西〜南24条西の各15丁目
    - 南25条西14丁目
    - 南26条西〜南27条西の各13〜14丁目
    - 南28条西13丁目

  - 南30条西12丁目を廃止し、南29条西12丁目へ編入
- 1985年〈昭和60年〉- 区画変更により以下の丁目を廃止
  - 南17条西1丁目（南16条西1丁目へ編入）
  - 南18条西4丁目（同5丁目へ編入）
  - 南22条西5丁目
  - 南23条西5〜6丁目
- 1986年〈昭和61年〉11月 - 中島公園（町名）の成立により以下の丁目を廃止
  - 南10条西4丁目
  - 南11条西〜南13条西の各3〜4丁目
  - 南14条西〜南15条西の各4丁目

## 条と丁目
| 条       | 丁目       | 丁目                       | 丁目          | 備考 |
| 条       | 南区       | 中央区                     | 欠番          | 備考 |
| -------- | ---------- | -------------------------- | ------------- | --- |
| 南1条西  | -          | 1 - 28丁目                 | -             | 1丁目：ジュンク堂書店札幌本店、秋野総本店薬局 2丁目：丸井今井札幌本店、丸ヨ池内 3丁目：札幌三越、札幌PARCO、大丸藤井セントラル 4丁目：札幌市電西4丁目停留場、4丁目プラザ 5丁目：札幌証券取引所 7・8丁目：札幌市電西8丁目停留場 8丁目：三吉神社、北央信用組合本店 10・11丁目：札幌市電中央区役所前停留場 14丁目：中村記念病院 15丁目：札幌市電西15丁目停留場、NTT東日本札幌病院 16丁目：札幌医科大学附属病院 17丁目：札幌医科大学 22丁目：専門学校北海道ドレスメーカー学院 25丁目：札幌市営地下鉄円山公園駅 27丁目：マルヤマクラス |
| 南2条西  | -          | 1 - 28丁目                 | -             | 1 - 10丁目：狸小路商店街 1丁目：富士メガネ本社 3丁目：札幌市電狸小路停留場（外回り）、北海道信用金庫本店 4丁目：ピヴォ（PIVOT、2023年に閉館・解体予定）、札幌ナナイロ、リッチモンドホテル札幌大通 5丁目：ウインズ札幌B館、ツルハドラッグ狸小路5丁目店 11丁目：札幌プリンスホテルタワー |
| 南3条西  | -          | 1 - 18・20 - 28丁目        | 19丁目        | 1 - 10丁目：狸小路商店街 1丁目：ディノス札幌中央ビル、専門学校北海道福祉・保育大学校 3丁目：札幌千秋庵製菓本社 4丁目：札幌市電狸小路停留場（内回り）、アルシュ、ウインズ札幌A館・エクセル 5丁目：ノルベサ 6丁目：シアターキノ 7丁目：札幌市立資生館小学校 11丁目：札幌市中央区役所 |
| 南4条西  | -          | 1 - 18・20 - 28丁目        | 19丁目        | すすきの 2丁目：メルキュールホテル札幌 3丁目：新ラーメン横丁 4丁目：札幌市営地下鉄すすきの駅、札幌市電すすきの停留場、ススキノラフィラ 5丁目：札幌 東急REIホテル 6丁目：札幌市電資生館小学校前停留場 10丁目：札幌市消防局庁舎・中央消防署 17丁目：北星学園創立百周年記念館、北星学園女子中学高等学校 26丁目：宮越屋珈琲本店 |
| 南5条西  | -          | 1 - 18・20 - 28丁目        | 19丁目        | 3丁目：ANAホリデイ・イン札幌すすきの、元祖さっぽろラーメン横丁 8丁目：札幌祖霊神社 |
| 南6条西  | -          | 1 - 18・20 - 27丁目        | 19丁目        | 1丁目：新善光寺、Aiba札幌中央 2丁目：札幌市営地下鉄豊水すすきの駅、中央寺 4丁目：札幌かに本家すすきの店 14・15丁目：札幌市電西線6条停留場 |
| 南7条西  | -          | 1 - 18・20 - 26丁目        | 19丁目        | 1丁目：明治コンサルタント本社 6・7丁目：札幌市電東本願寺前停留場 3丁目：ジャスマックプラザホテル、成田山札幌別院新栄寺 4丁目：豊川稲荷札幌別院 8丁目：真宗大谷派札幌別院、らーめん五丈原 9丁目：石森延男生誕の碑 |
| 南8条西  | -          | 1 - 18・20 - 26丁目        | 19丁目        | 2丁目：札幌市公文書館、市民プラザ星園 4丁目：すすきのノアの箱舟 5丁目：札幌エクセルホテル東急 12丁目：白鬚神社 14丁目：札幌市電西線9条旭山公園通停留場（内回り） |
| 南9条西  | -          | 1 - 18・20 - 23丁目        | 19丁目        | 1丁目：財界さっぽろ本社 4丁目：札幌市営地下鉄中島公園駅、Zepp Sapporo、札幌水天宮 5丁目：セイコーマート本社 6・7丁目：札幌市電山鼻9条停留場 7丁目：愛犬美容看護専門学校 15丁目：札幌市電西線9条旭山公園通停留場（外回り） |
| 南10条西 | -          | 1 - 3・6 - 18・20 - 23丁目 | 4・5・19丁目  | 1丁目：日本エステティック専門学校 2丁目：木下弥八郎君之碑（札幌市で最も狭い条丁目） 3丁目：札幌パークホテル 6丁目：プレミアホテル 中島公園 札幌 17丁目：札幌市立幌西小学校 |
| 南11条西 | -          | 1・6 - 18・20 - 23丁目     | 2 - 5・19丁目 | 6・7丁目：札幌市電中島公園通停留場 8丁目：せいとく介護こども福祉専門学校 9丁目：あけぼのアート＆コミュニティセンター 14・15丁目：札幌市電西線11条停留場 23丁目：日本キリスト教会旭丘伝道所 |
| 南12条西 | -          | 1・6 - 18・20 - 23丁目     | 2 - 5・19丁目 | 1丁目：ザ・タワー中島公園 6丁目：渡辺淳一文学館 7丁目：札幌市立中島中学校 12丁目：日本福音ルーテル教会北海道特別教区 |
| 南13条西 | -          | 1・5 - 18・20 - 23丁目     | 2 - 4・19丁目 | 11丁目：ラルズ・アークス本社 13丁目：在札幌中華人民共和国総領事館 22丁目：啓明バスターミナル |
| 南14条西 | -          | 1・5 - 19丁目              | 2 - 4丁目     | 通称、行啓通。南14条の通り全体、または西6丁目から西15丁目まで。1911年に大正天皇（当時、皇太子）が中島遊園地からお声掛かりの柏へ行啓したことから呼ぶようになった。 6・7丁目：札幌市電行啓通停留場 9丁目：山鼻屯田記念会館 10丁目：お声掛かりの柏、札幌市立山鼻小学校 12丁目：在札幌ロシア連邦総領事館 14・15丁目：札幌市電西線14条停留場 |
| 南15条西 | -          | 1・4 - 19丁目              | 2・3丁目      | 4丁目：札幌市営地下鉄幌平橋駅 5丁目：札幌護国神社 |
| 南16条西 | -          | 1・4 - 19丁目              | 2・3丁目      | 6・7丁目：札幌市電静修学園前停留場 6丁目：札幌静修高等学校 13丁目：真宗大谷派札幌別院山鼻支院 14丁目：札幌市電西線16条停留場（内回り） 15丁目：山鼻郵便局 17丁目：札幌市立伏見中学校 |
| 南17条西 | -          | 4 - 18丁目                 | 1 - 3丁目     | 15丁目：札幌市電西線16条停留場（外回り） |
| 南18条西 | -          | 5 - 17丁目                 | 1 - 4丁目     | 6丁目：北海道札幌南高等学校 15丁目：札幌市立伏見小学校 |
| 南19条西 | -          | 5 - 16丁目                 | 1 - 4丁目     | 6・7丁目：札幌市電山鼻19条停留場 14・15丁目：札幌市電ロープウェイ入口停留場 16丁目：札幌市交通局電車事業所（電車車輌センター） |
| 南20条西 | -          | 5 - 16丁目                 | 1 - 4丁目     | |
| 南21条西 | -          | 5 - 16丁目                 | 1 - 4丁目     | 5丁目：札幌市立幌南小学校、札幌市立柏中学校 6・7丁目：札幌市電幌南小学校前停留場 9丁目：札幌市電東屯田通停留場（内回り） 11丁目：札幌市電石山通停留場（内回り） 13丁目：札幌市電中央図書館前停留場（内回り） 14・15丁目：札幌市電電車事業所前停留場 |
| 南22条西 | -          | 6 - 15丁目                 | 1 - 5丁目     | 6丁目：北海道農政事務所 8丁目：札幌市電東屯田通停留場（外回り） 10丁目：札幌市電石山通停留場（外回り） 13丁目：札幌市電中央図書館前停留場（外回り）、中央図書館・埋蔵文化財センター |
| 南23条西 | -          | 7 - 15丁目                 | 1 - 6丁目     | 13丁目：札幌市立山鼻中学校 |
| 南24条西 | -          | 7 - 15丁目                 | 1 - 6丁目     | |
| 南25条西 | -          | 7 - 14丁目                 | 1 - 6丁目     | |
| 南26条西 | -          | 7 - 14丁目                 | 1 - 6丁目     | 10丁目：札幌駐屯地 11丁目：北海学園大学 山鼻キャンパス |
| 南27条西 | -          | 7 - 14丁目                 | 1 - 6丁目     | |
| 南28条西 | -          | 7 - 13丁目                 | 1 - 6丁目     | |
| 南29条西 | -          | 8 - 12丁目                 | 1 - 7丁目     | 11丁目：南警察署 12丁目：札幌市立山鼻南小学校 |
| 南30条西 | 8丁目      | 9 - 11丁目                 | 1 - 7丁目     | 10丁目：藻岩犠牲者の碑 |
| 南31条西 | 8 - 11丁目 | -                          | 1 - 7丁目     | 9丁目：札幌市立南小学校 |
| 南32条西 | 8 - 11丁目 | -                          | 1 - 7丁目     | |
| 南33条西 | 8 - 11丁目 | -                          | 1 - 7丁目     | 11丁目：北海道電力藻岩発電所 |
| 南34条西 | 8 - 11丁目 | -                          | 1 - 7丁目     | |
| 南35条西 | 9 - 11丁目 | -                          | 1 - 8丁目     | |
| 南36条西 | 10・11丁目 | -                          | 1 - 9丁目     | |
| 南37条西 | 10・11丁目 | -                          | 1 - 9丁目     | |
| 南38条西 | 10・11丁目 | -                          | 1 - 9丁目     | |
| 南39条西 | 10・11丁目 | -                          | 1 - 9丁目     | |